# MacBook (Retina)

Aktuální logo MacBook

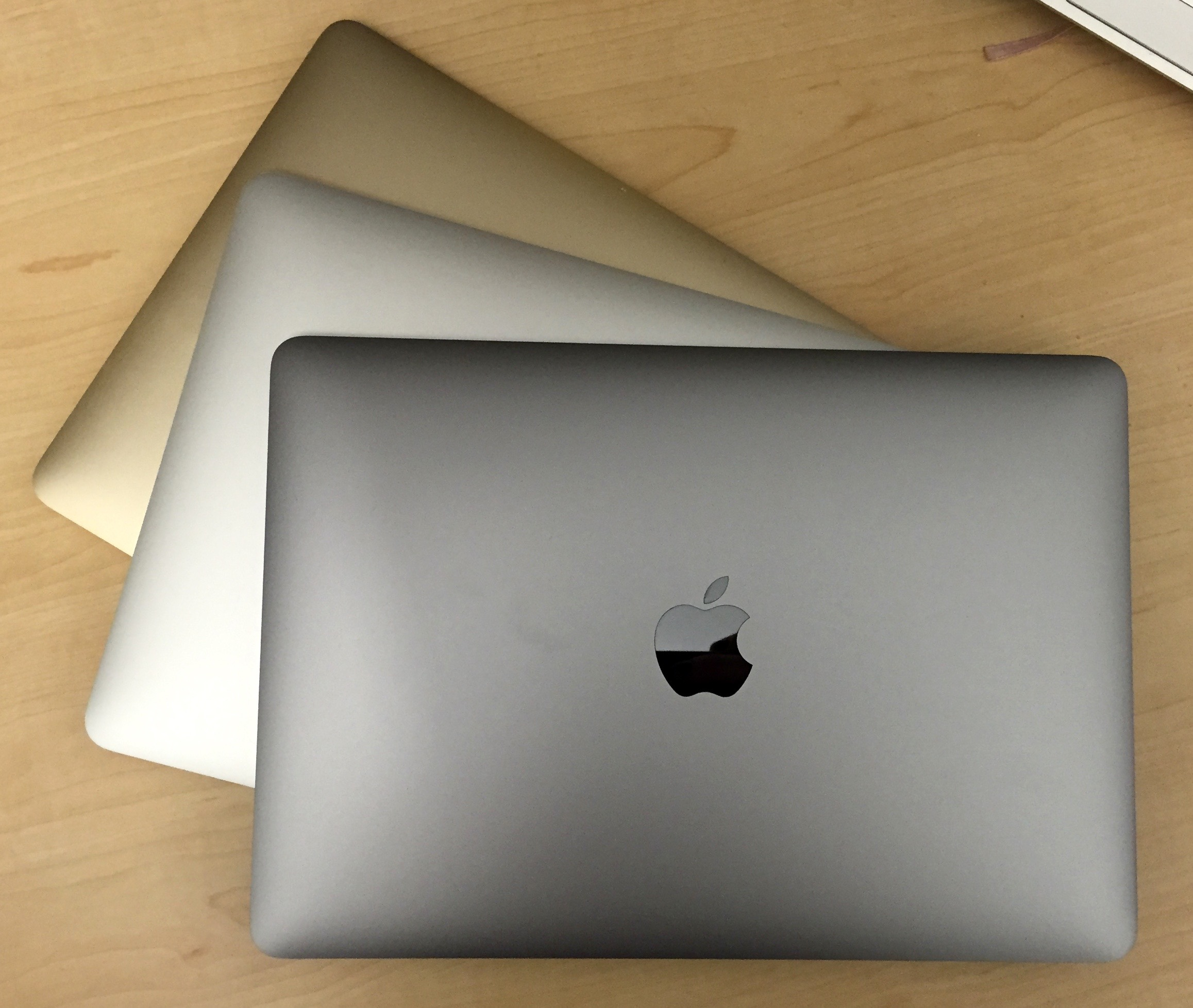
Retina MacBook

MacBook je modelová řada přenosných počítačů firmy Apple představená v březnu 2015. Má podobné vlastnosti, jako MacBook Air, je menší, lehčí (12") a má další vylepšení.
Počítač má pouze 2 konektory - 3,5 jack a USB-C konektor (Thunderbolt 3) pro nabíjení i připojení dalších zařízení. Využívá Retina Display, a jako první produkt značky využívá nový mechanismus klávesnice - Butterfly mechanismus.

## Design
MacBook je navržen hlavně pro snadné přenášení, spíše než pro výkon. Proto váží méně, než 1 kg. V nejtlustším místě má tloušťku 1,3 cm. Uvnitř je využit procesor Intel Core M. Díky použití těchto procesorů MacBook neobsahuje žádný větráček pro chlazení.

## Software
MacBook s Retina displejem je dodáván s předinstalovaným aktuálním operačním systémem macOS. V režimu Bootcamp lze oficiálně nainstalovat i systém Windows.

## Technické specifikace
|  | Ukončený |  | Aktuální |

| Model                | Early 2015 | Early 2016 | Mid 2017 |
| -------------------- | --- | --- | --- |
| Datum představení    | 10. dubna 2015 | 19. dubna 2016 | 6. června 2017 |
| Identifikátor modelu | MacBook8,1 | MacBook9,1 | MacBook10,1 |
| Číslo modelu         | A1534 | A1534 | A1534 |
| Další čísla          | MF855LL/A, MF865LL/A, MJY32LL/A, MJY42LL/A, MK4M2LL/A, MK4N2LL/A | MLH72LL/A, MLH82LL/A, MLHA2LL/A, MLHC2LL/A, MLHE2LL/A, MLHF2LL/A, MMGL2LL/A, MMGM2LL/A | |
| Displej              | LED širokoúhlý lesklý Retina Display | LED širokoúhlý lesklý Retina Display | LED širokoúhlý lesklý Retina Display |
| Displej              | 12" Retina, 2304 × 1440 (16:10), 226 ppi, (podporovaná rozlišení: 1440 × 900, 1280 × 800, 1024 × 640) | | |
| Video kamera         | iSight (480p) | iSight (480p) | iSight (480p) |
| Procesor             | 1,1 GHz (M-5Y31) dual-core Intel Core M Broadwell procesor (Turbo Boost až 2,4 GHz) s 4 MB L3 cache 1,2 GHz (M-5Y51) dual-core Intel Core M Broadwell procesor (Turbo Boost až 2,6 GHz) s 4 MB L3 cache Volitelně 1,3 GHz (M-5Y71) dual-core Intel Core M Broadwell procesor (Turbo Boost až 2,9 GHz) s 4 MB L3 cache | 1,1 GHz dual-core Intel Core m3-6Y30 Skylake procesor (cTDP Up mode, Turbo Boost až 2,2 GHz) s 4MB L3 cache 1,2 GHz dual-core Intel Core m5-6Y54 Skylake procesor (cTDP Up mode, Turbo Boost až 2,7 GHz) s 4MB L3 cache Volitelně 1,3 GHz dual-core Intel Core m7-6Y75 Skylake procesor (cTDP Up mode, Turbo Boost až 3,1 GHz) s 4MB L3 cache | 1,2 GHz dual-core Intel Core m3-7Y32 Kaby Lake procesor (Turbo Boost až 3,0 GHz) s 4MB L3 cache 1,3 GHz dual-core Intel Core i5-7Y54 Kaby Lake procesor (Turbo Boost až 3,2 GHz) s 4MB L3 cache Volitelně 1,4 GHz dual-core Intel Core i7-7Y75 Kaby Lake procesor (Turbo Boost až 3,6 GHz) s 4 MB L3 cache |
| Paměť                | 8 GB 1600 MHz LPDDR3 SDRAM | 8 GB 1866 MHz LPDDR3 SDRAM | 8 GB 1866 MHz LPDDR3 SDRAM Volitelně 16 GB RAM |
| Grafická karta       | Intel HD Graphics 5300 s LPDDR3 SDRAM sdílenou s hlavní pamětí | Intel HD Graphics 515 s LPDDR3 SDRAM sdílenou s hlavní pamětí | Intel HD Graphics 615 s LPDDR3 SDRAM sdílenou s hlavní pamětí |
| Flash úložiště       | 256 GB nebo 512 GB NVMe/PCIe 2.0 x4, 5,0 GT/s | 256 GB nebo 512 GB NVMe/PCIe 3.0 x2, 8,0 GT/s | |
| WiFi                 | Integrovaný 802.11a/b/g/n/ac (2,4 & 5 GHz,až 1,3 Gbit/s) | Integrovaný 802.11a/b/g/n/ac (2,4 & 5 GHz,až 1,3 Gbit/s) | Integrovaný 802.11a/b/g/n/ac (2,4 & 5 GHz,až 1,3 Gbit/s) |
| Bluetooth            | Bluetooth 4.0 | Bluetooth 4.0 | Bluetooth 4.2 |
| Připojení            | USB 3.1 generace 1 pomocí USB Type-C, až 5 Gbit/s (pro napájení, převod na USB Type-A, video výstup pomocí redukce) | USB 3.1 generace 1 pomocí USB Type-C, až 5 Gbit/s (pro napájení, převod na USB Type-A, video výstup pomocí redukce) | USB 3.1 generace 1 pomocí USB Type-C, až 5 Gbit/s (pro napájení, převod na USB Type-A, video výstup pomocí redukce) |
| Připojení            | 3,5 mm sluchátkový jack (podporuje iPhone headset s ovládáním a mikrofonem) | | |
| Video výstup         | USB-C DisplayPort 1.2 (maximální rozlišení 3840×2160 při 60 Hz) AirPlay (pomocí AppleTV) | USB-C DisplayPort 1.2 (maximální rozlišení 3840×2160 při 60 Hz) AirPlay (pomocí AppleTV) | USB-C DisplayPort 1.2 (maximální rozlišení 4096×2304 při 60 Hz) |
| Napájení             | 29 Watt USB 3.1 Type-C adapter, 39,7 Wh baterie | 29 Watt USB 3.1 Type-C adapter, 41,4 Wh baterie | 29 Watt USB 3.1 Type-C adapter, 41,4 Wh baterie |
| Váha                 | 0,92 kg | 0,92 kg | 0,92 kg |
| Rozměry              | 28,04 cm × 19,66 cm × 0,36 cm × 1,32 cm | 28,04 cm × 19,66 cm × 0,36 cm × 1,32 cm | 28,04 cm × 19,66 cm × 0,36 cm × 1,32 cm |
| Barvy                | Vesmírně šedá, Stříbrná, Zlatá | Vesmírně šedá, Stříbrná, Zlatá, Růžově zlatá | Vesmírně šedá, Stříbrná, Zlatá, Růžově zlatá |